# Elisabeth Kopp

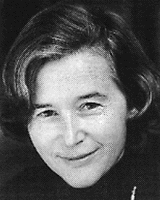
Elisabeth Kopp, 1984

Elisabeth Kopp (ur. 16 grudnia 1936 w Zurychu, zm. 7 kwietnia 2023 tamże) – szwajcarska działaczka polityczna.
Ukończyła studia prawnicze. Z ramienia Partii Wolnych Demokratów została pierwszą kobietą – członkiem szwajcarskiej Rady Związkowej (rządu). Zasiadła w rządzie w październiku 1984 (w miejsce Rudolfa Friedricha) jako przedstawicielka kantonu Zurych i stanęła na czele departamentu sprawiedliwości i policji. 1 stycznia 1989 objęła funkcję wiceprzewodniczącej Rady Związkowej (wiceprezydenta Szwajcarii) i zgodnie z tradycją polityczną Szwajcarii miała szanse zostać pierwszą kobietą-prezydentem w kolejnym roku. Nie doczekała się jednak wyboru, wskutek zarzutów o nieprzestrzeganie tajemnicy państwowej (zarzuty nie zostały później potwierdzone) ustąpiła już 12 stycznia 1989. Jej miejsce w Radzie Związkowej zajął Kaspar Villiger.